# Misaki Itō
Misaki Itō (伊東 美咲 Itō Misaki?,  26 de mayo de 1977) es una modelo y actriz japonesa originaria de la prefectura de Fukushima, Japón.

## Perfil
- Nombre artístico: Misaki Itō
- Nombre verdadero: Tomoko Anzai
- Altura: 1,71 m
- Medidas: 80-60-87 cm
- Tipo de Sangre: A
- Signo Zodiacal: Géminis
- Lugar de Nacimiento: Prefectura de Fukushima
- Hobby: Ropa, ceremonia del té y cocinar
- Especialidades: Piano, natación, voleibol, softbol
- Color favorito: Rosa
- Agencia de Talento: Ken-On

## Carrera
En 1999, se volvió la imagen y modelo de la cerveza Asahi, además de obtener un contrato exclusivo con la revista CanCam. También apareció en comerciales para las computadoras Gateway y Choya Umeshu. En 2003 apareció en una película de terror Ju-On como Hitomi Tokunaga. En 2005, apareció en TV con el drama titulado Densha Otoko como el amor principal del protagonista.
También ha aparecido en la línea de cosméticos Shiseido (junto con Chiaki Kuriyama, Ryōko Shinohara y Yuri Ebihara) y para los relojes Seikō, además de ser la imagen actual de Vodafone en Japón, seguida de Yū Yamada. También dio voz al personaje de la Señorita Nagai en el videojuego James Bond 007: Everything or Nothing.

## Televisión
- 2008 Edison No Haha
- 2007 Yama Onna Kabe Onna
- 2007 Maison Ikkoku
- 2006 Densha Otoko Deluxe~Saigo no Seizen
- 2006 Sapuri
- 2005 Kiken na Aneki
- 2005 Densha Otoko
- 2005 Tiger & Dragon
- 2004 HOTMAN 2
- 2004 Itoshi Kimie
- 2003 Kunimitsu no Matsuri
- 2003 Ryuuten no ouhi - Saigo no koutei
- 2003 Tokyo Love Cinema
- 2003 Yoomigaeri
- 2003 Blackjack ni Yoroshiku
- 2002 You're Under Arrest
- 2002 Lunch no Joou
- 2002 - Taiho shichauzo
- 2002 Gokusen
- 2001 Suiyoubi no Jouji
- 2001 Beauty 7
- 2001 Shin Omizu no Hanamichi
- 2000 Love Complex

## Películas
- 2010 La infección
- 2007 Tengoku de Kimi ni Aetara
- 2007 Last Love
- 2006 Tsubakiyama: Kachou no Nanoka-kan
- 2005 About Love
- 2005 Tsuri Baka Nisshi 16 (釣りバカ日誌16 浜崎は今日もダメだった♪♪?)
- 2004 Umineko (海猫?)
- 2003 9 Souls
- 2003 La maldición "Ju-on" "The Grudge" (呪怨?)
- 2002 Face to Face (The Snows 白髪鬼?)
- 2002 Yomigaeri (黄泉がえり?)
- 2002 CopyCat Killer Moho Han (模倣犯?) (2002)

## Colecciones fotográficas
- "brilliant"
- "Beauty (seeing)"
- Yosihiko Ueda photographing "Misaki"
- "Fruits"
- "Itō Misaki digital photo book" Ver.1, 2 y 3
- "Itō Misaki in movie 'sea gull'"
- "Dangerous"
- "Itō Misaki photo album" ver.1, 2

### Calendarios
2002, 2003, 2004, 2005, 2006, 2007

## Anuncios de TV
- Shiseido (2005)
- Hitachi
- Vodafone
- Choya
- Nestle Japan
- Mazda
- Seiko
- All Nippon Airways
- Daiwa Securities

## Videojuegos
- 2004 James Bond 007: Everything or Nothing (2004)

## Premios y nominaciones
- Best Smile of the Year (2003)
- 15th Japan Jewelry Best Dresser Prize
- 29th Erandol Newcomer Prize
- 28th Japan Academy Award Newcomer Prize
- 34th Best Dresser Prize
- 43rd Golden Arrow Prize - Broadcasting and drama section
- 19th DVD Best Talent Prize
- 1st Japan Golden Raspberry Award
- 24th Diamond Personality Prize